# Puerta del Almocábar
 (juin 2023).
Si vous disposez d'ouvrages ou d'articles de référence ou si vous connaissez des sites web de qualité traitant du thème abordé ici, merci de compléter l'article en donnant les références utiles à sa vérifiabilité et en les liant à la section « Notes et références ».
La puerta del Almocábar est une porte fortifiée situé au sud de la ville andalouse de Ronda reliée avec le quartier historique. Elle a été bâtie au XIIIe siècle puis modifiée au temps de Charles Quint. Elle se compose de trois portes en arcs et de deux tours semi circulaires latérales. Celles-ci servaient de logement pour la garde.

## Origine
Son nom provient de l'arabe "Al-maqabir" puisqu'elle se trouve près de l'ancien cimetière musulman. Face à la porte, en dehors de la ville, se trouve la plaza de San Francisco qui été le lieu où le 20 mai 1485, où se sont rassemblées les troupes castillanes commandés par le Marquis de Cadix. La bataille a mis fin à la domination arabe de Ronda.
À l'ensemble a été ajouté le bouclier impérial de Charles Quint. La porte a été restaurée en 1961.

## Source de traduction
- (es) Cet article est partiellement ou en totalité issu de l’article de Wikipédia en espagnol intitulé « Puerta del Almocábar » (voir la liste des auteurs).